# Касабланкас, Джон
Джон Касабланкас (12 декабря 1942, Нью-Йорк, Нью-Йорк — 20 июля 2013, Рио-де-Жанейро) — американский агент и скаут, основатель модельного агентства Elite Model Management в 1972 году.

## Юность
Касабланкас родился 12 декабря 1942 года в боро Манхэттен, штат Нью-Йорк, младшим из трех детей Фернандо и Антонии Касабланкас. Его дедушкой был каталонский изобретатель текстильных машин, Фернандо Касабланкас Планелла. Его родители бежали в Соединенные Штаты, чтобы избежать гражданской войны в Испании в 1930-х годах.
В возрасте 8 лет он начал посещать школу-интернат Institut Le Rosey в Швейцарии, где познакомился с детьми, приехавшими из разных стран и начал жить несколько развязной жизнью в течение следующих 20-ти лет. Он продолжил свое образование в нескольких университетах Европы, но так и не окончил ни одного из них.

## Карьера
В 1972 году Касабланкас основал модельное агентство Elite Model Management в Париже, Франция. Касабланкасу приписывают придумку концепции «супермодели», превращение моделей в знаменитостей, которые фигурировали в средствах массовой информации как известные личности, а не просто лица. Агентство Elite оказалась успешным, оно собирало почти 100 миллионов долларов в год во время управления Касабланкаса.
Продвигая концепцию супермодели, говорилось, что «превращая моделей в кумиров миллионов, их эго росло прямо пропорционально их потенциальному заработку.»В 1990 году Линда Евангелиста, которая в то время была замужем за Жеральдом Мари, президентом Elite в Париже, заявила Vogue : «Мы не просыпаемся менее чем за 10 000 долларов в день.» Это заявление показало насколько тщеславным стал мир подиума, созданный мистером Касабланкасом.
Касабланкас так же основал модельное и актёрское агентство и школу Джона Касабланкаса, а также агентство Star System.

## Личная жизнь и смерть
С 1965 по 1970 год состоял в браке с Мари Кристин.
В 1983 году Касабланкас развелся со своей второй женой, датской моделью Дженет Кристиансен, во время публичного романа с моделью, Стефани Сеймур, которой тогда было всего 16 лет.
Касабланкас — отец Джулиана Касабланкаса, ведущего вокалиста американских групп The Strokes и The Voidz. У него также есть трое детей от его третьей жены Элины Касабланкас (урожденная Элина Мендонса де Карвальо Вермелингер), которая была победительницей конкурса Elite Model Look в 1992 году в Бразилии.
Касабланкас умер 20 июля 2013 года в Рио-де-Жанейро, Бразилия, где он лечился от рака. Ему было 70 лет.